# Hardt (Gößweinstein)
Hardt ist ein Gemeindeteil des Marktes Gößweinstein im Landkreis Forchheim (Oberfranken, Bayern).

## Geografie
Das Dorf im Wiesentalb befindet sich etwa acht Kilometer ostsüdöstlich des Ortszentrums von Gößweinstein auf einer Höhe von 482 m ü. NHN. Der historische Ortskern liegt etwa einen halben Kilometer südwestlich des heutigen Siedlungsschwerpunktes etwa am Standort der Kapelle.

## Geschichte
Das Toponym Hardt (Wald) gibt es sehr häufig, was zur Folge hat, dass man für diesen Ort keine urkundlichen Belege eindeutig zuordnen kann.
Durch die Verwaltungsreformen zu Beginn des 19. Jahrhunderts im Königreich Bayern wurde Hardt mit dem Zweiten Gemeindeedikt 1818 ein Bestandteil der Ruralgemeinde Wichsenstein. Mit der Gebietsreform in Bayern wurde Hardt zusammen mit dem überwiegenden Teil der Gemeinde Wichsenstein am 1. Mai 1978 in den Markt Gößweinstein eingegliedert. Im Jahr 1987 hatte Hardt 40 Einwohner.

## Verkehr
Die von Sattelmannsburg kommende Kreisstraße FO 37 durchquert den Ort und führt weiter nach Wichsenstein auf dem Hochplateau der Nördlichen Frankenalb. Der ÖPNV bedient das Dorf an einer Haltestelle der Buslinie 234 des VGN. Der nächstgelegene Bahnhof an der Wiesenttalbahn befindet sich in Pretzfeld.